# 沃纳·冯·布劳恩
沃纳·马格努斯·马克西米利安·冯·布劳恩男爵（Wernher Magnus Maximilian Freiherr von Braun，1912年3月23日—1977年6月16日），德国-美国火箭专家，二十世纪航太事业的先驱之一。曾是德意志國著名的V2火箭的总设计师，二战结束后，美国将他和他的设计小组带到美国。移居美国后，布劳恩任美国国家航空航天局的空间研究开发项目的主设计师，主持设计了阿波罗4号的运载火箭土星五号。NASA用以下的話來形容布勞恩：「無庸置疑的，他是史上最偉大的火箭科學家。他最大成就是在擔任NASA馬歇爾太空飛行中心總指揮時，主持土星五号的研發，成功地在1969年7月首次達成人類登陸月球的壯舉。」

## 早年
1912年3月23日沃纳·冯·布劳恩出生于德意志帝國的普鲁士波森省维尔西茨的贵族家庭。他的父亲马格努斯·F·冯·布劳恩帝国男爵是魏玛共和国时期的德国农业大臣（1877–1972），母亲是艾米·冯·奎斯托普，父母家族都有欧洲王室血统。維恩赫是家中三个孩子中的老二，他的大哥西吉斯蒙德后来成为德国外交部的一名外交官，弟弟马格努斯也成为一名火箭科学家以及克莱斯勒公司的高级行政官。在維恩赫接受路德教坚振圣事后，母亲艾米·冯·奎斯托普赠予他一台望远镜，从此維恩赫迷上了浩瀚星空。1918年维尔西茨划归波兰后，老布劳恩全家迁往德国本土，并定居柏林。
1925年起，沃纳·冯·布劳恩进入了魏玛近郊位于埃特尔斯堡城堡的寄宿学校学习。1928年父母将他送至位于 Hermann-Lietz-Internat 学校学习，在那里布劳恩閱讀了火箭先驱赫尔曼·奥伯特的著作《星际火箭》（Die Rakete zu den Planetenräumen），并开始对星际旅行深深着迷。1930年，布劳恩进入柏林工业大学，成为赫尔曼·奥伯特的学生，不久参加了奥伯特创始的德国空间旅行学会，并很快成为董事会成员，并在此后协助赫尔曼·奥伯特的液体火箭测试。1932年，布劳恩大学毕业，还获得了飞机驾驶执照。受聘为瓦尔特·多恩伯格的主要助手。1934年7月27日，冯·布劳恩获得柏林洪堡大学物理学博士学位，导师为埃里希·舒曼。他写的毕业论文论述了液体推进剂火箭发动机理论和实验的各个方面。柏林洪堡大学把这篇论文评为最高等级——特优。这虽只是一篇毕业论文，但它对航天事业的发展意义重大。甚至在大约30年后，德国宇宙飞行协会还将该文作为其正式期刊的特刊重新出版。就这样，冯·布劳恩为自己的学生时代画上了一个闪光的句号，并开始迎接崭新的工作历程。

## 納粹德國時期
布劳恩正在完成他的博士论文时，納粹政權上台执政，火箭研發很快被列为納粹德國的國家項目。
1937年，布劳恩在佩讷明德大型火箭试验基地任技术部主任，1938年，布劳恩加入纳粹党。此后，为了巩固火箭研究事业，他进入党卫军，并获少校军衔。领导了德国的“复仇使者”V2火箭的研制工作。

### 二戰末期
在二戰接近尾聲之際，美國情報部門獲悉了德國研發的新型武器——導彈，也掌握了布勞恩負責這項武器的研發的信息，因此美國千方百計想要抓到布勞恩。與此同時，蘇聯也掌握了相關信息，爲此，美國和蘇聯对包括馮·布勞恩在内的德國科學家展開了一场秘密的爭奪戰，最終，馮·布勞恩和他的團隊落到了美軍之手。

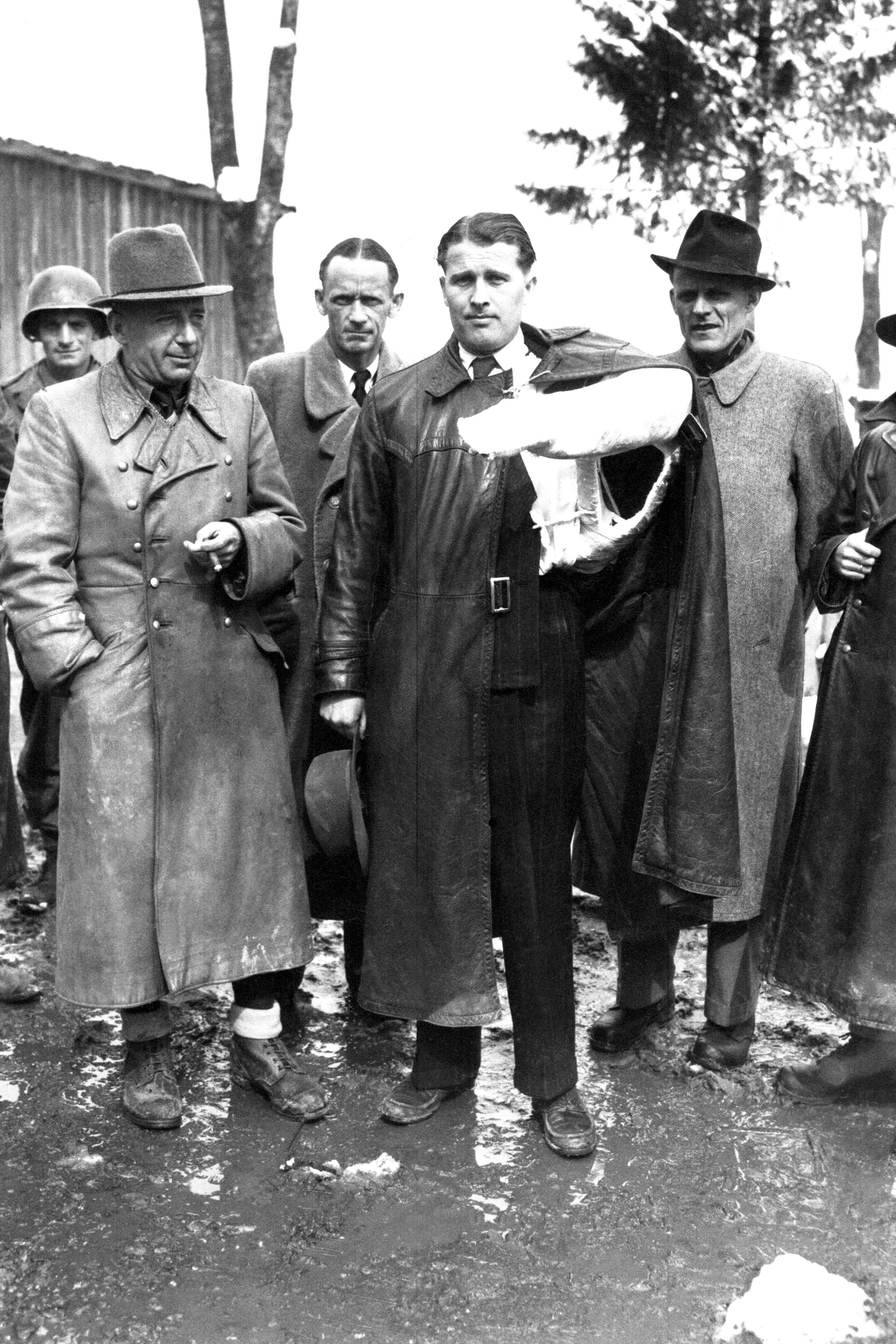
被俘时的冯·布劳恩（手上打着石膏）

1945年春，蘇軍挺进到离其驻地佩讷明德约160公里的地區，冯·布劳恩开始和手下商议投降事宜，究竟是苏联还是美国。由于惧怕苏联在战后虐待战犯，冯·布劳恩和他的手下决定设法投降美军。而負責領導V2火箭項目的黨衛軍最高級別軍官，也是布勞恩頂頭上司的漢斯·卡姆勒命令馮·布勞恩和他的團隊撤退到德國中部，然而國防軍方面卻命令他們留在當地。爲了免於落入蘇軍之手，馮·布勞恩決定違背國防軍方面的命令，編造了一份檔案并率领500多名成员前往米特維克工廠，繼續他的工作。由於擔心檔案和圖紙被黨衛軍銷毀，馮·布勞恩讓手下把重要資料藏匿於哈茨山区废弃的礦井中。
4月，随着盟军深入到德国腹地，卡姆勒命令科学家们乘火车前往南部阿尔卑斯山区的小镇上阿瑪高，为了不使这些科学家落入盟军手中，卡姆勒准备在最后时刻将他们处决。然而布劳恩却说服了卡姆勒将其部队在小镇附近分散，以避免成为盟军轰炸的靶子。
1945年5月2日，布劳恩的弟弟和另外一位火箭工程师秘密地与美軍第44步兵師接上了头，两人骑着自行车，用极其蹩脚的英语说到：“我是冯·布劳恩，我的哥哥发明了V2火箭，我们要投降”。
與此同時，美國發現了德國生產導彈的秘密基地，並發現了大量的集中營囚犯被迫成爲納粹德國生產導彈的奴工以及許多死於嚴酷勞動條件的囚犯尸體。在面對美軍審問的過程中，布勞恩承認自己加入了納粹黨以及黨衛軍，但被問及工廠的奴工之事時，布勞恩堅稱自己只是負責技術方面的專家，不負責工廠運營。當時對美國來説，布勞恩是迫切需要的人才。因此，美軍對他的納粹經歷最終沒有進行追究。
與此同時，與他曾經一起共事過的赫爾穆特·格羅特魯普、庫爾特·馬格努斯等優秀工程師和其他170多名德國火箭專家則留在了蘇聯占領區並為蘇聯軍方的導彈研發服務，這些人在1946年10月被蘇聯軍方押送到蘇聯境内，被强迫為之服務了數年。

## 移居美國

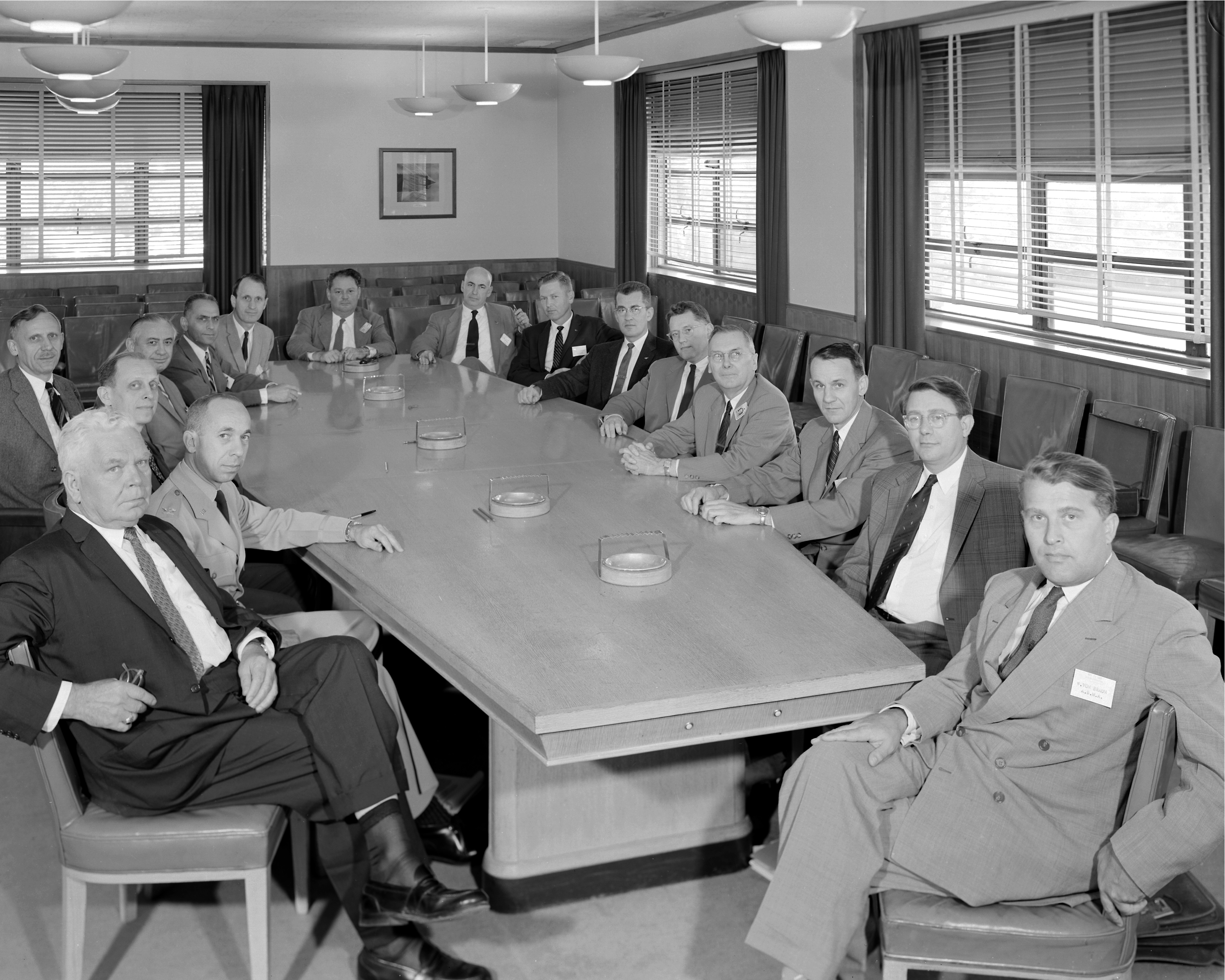
沃納·馮·布勞恩在美國國家航空諮詢委員會(NACA)的關於空間技術特別委員會

二戰之後，美國馬上啓動了回紋針行動，布劳恩隨之率領127名前纳粹德国的导弹军事专家來到美國。1945年6月20日，美国国务卿科德尔·赫尔批准将冯·布劳恩和他的专家组转移至美国境内，此举至1945年10月1日前一直未对公众公开。
首批7名技师于1945年9月20日抵达威尔明顿南部的紐卡斯爾機場，随后飞往波士顿并乘船前往位于波士顿港斯壯堡的美军情报机构。后来，除布劳恩外，所有人被转移至马里兰州的阿伯丁试验场，清理从佩讷明德带来的资料，以恢复他们之前的火箭研制工作。
最终，布劳恩和他的组员转移至德克萨斯州的布利斯堡（艾爾帕索北部一处规模巨大的军事设施）。在这个新家，他们给军方、厂方和大学的人士培训有关火箭和导弹复杂的设计制造技术。作为愛馬仕計劃的一部分，冯·布劳恩和他的组员在新墨西哥州的白沙导弹靶场协助恢复了一支从德国运回的V2火箭。他们也继续着给军方以及研究机构有关未来火箭的研制工作。同时冯·布劳恩和他的队员也不能在未获军方保护的情况下离开布利斯堡。

### 建立家庭

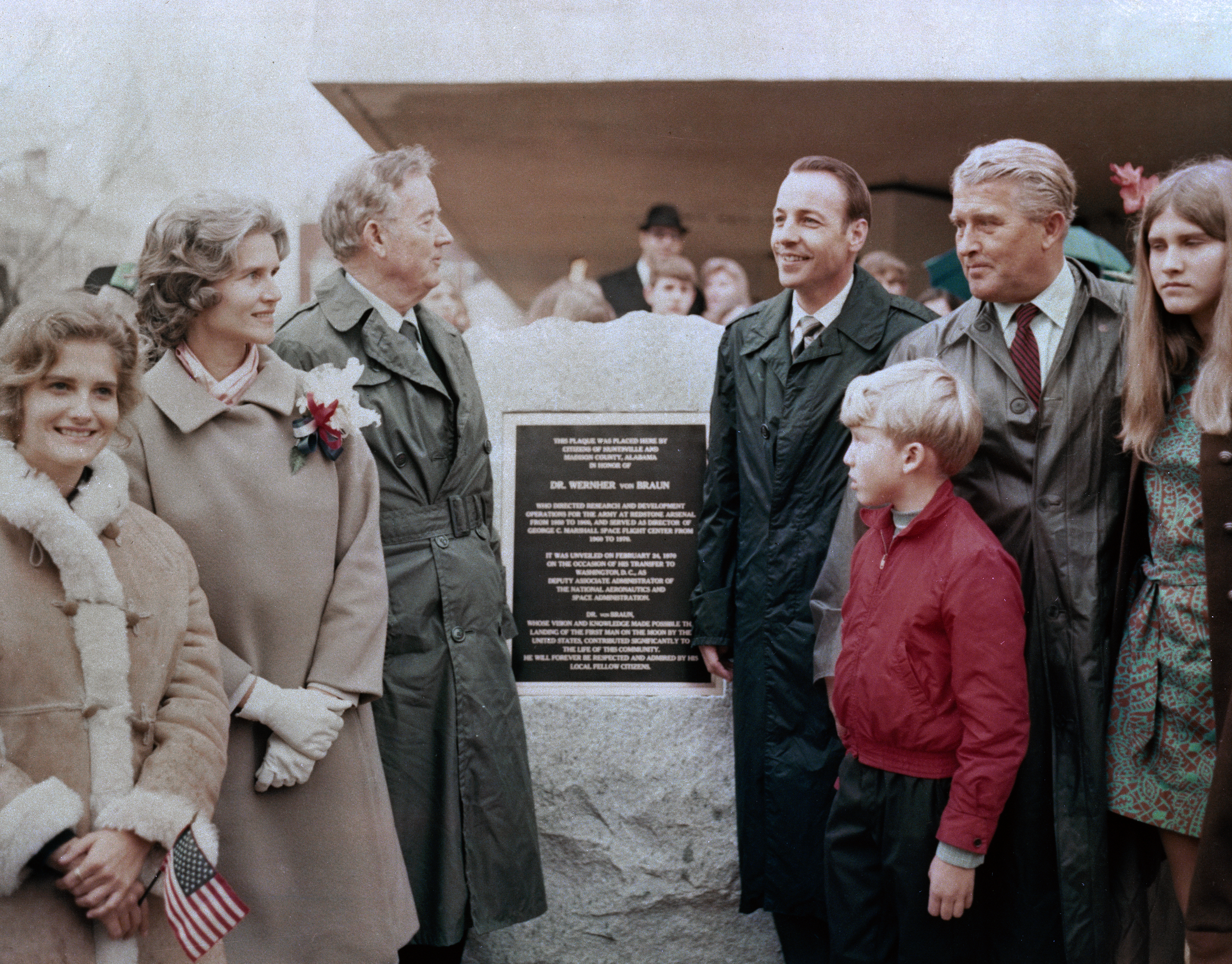
1970年2月，布勞恩全家與政要的合影。（從左至右）長女艾莉丝、妻子瑪麗亞、美国参议员约翰·斯巴克曼、阿拉巴马州州长阿尔伯特·布鲁尔、兒子彼得、馮·布勞恩、次女玛格丽特。

在布利斯堡期间，冯·布劳恩通过书信的方式向他的表妹，18岁的玛丽亚·路易丝·冯·奎斯托普求婚。1947年3月1日，在得到批准后，布劳恩回到德国，与玛丽亚·路易丝在兰茨胡特路德教教堂结婚。并在1947年3月26日携妻子返回纽约。1948年12月9日，他们的第一个女儿，愛麗絲·凯琳在布利斯堡（Fort Bliss）的军医院诞生。在這之後，次女布瑪格麗特·塞西爾和兒子彼得·康斯坦丁分別於1952年5月8日、1960年6月2日相繼出生。
1955年4月15日，冯·布劳恩正式成为美国公民。
1950年美國陸軍將導彈研發中心從布利斯堡遷移到位於阿拉巴馬州的的紅石兵工廠，布劳恩和他的團隊也隨之遷移到此地，1960年7月隨著馬歇爾太空飛行中心在亨茨维尔的正式成立，布勞恩與家人在這裏總共度过了20個歲月。

### 紅石兵工廠時期

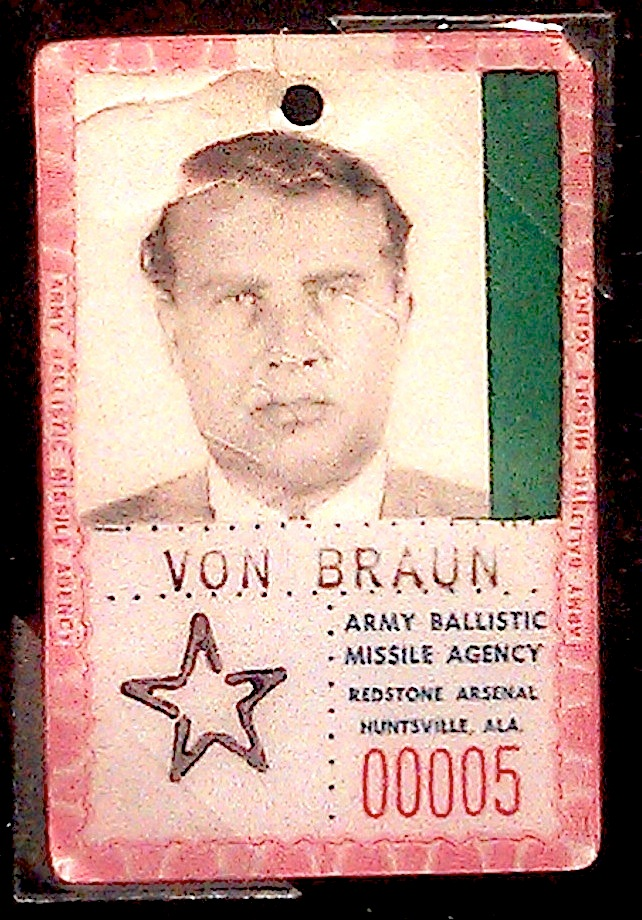
馮·布勞恩的美国陆军导弹局发展处證件（1957年）

1950年至1956年间，他率领军方火箭研制组在紅石兵工廠成功研发紅石飛彈，成为美军第一代核弹的洲际导弹载具。冯·布劳恩和他的团队开发出木星-C探空火箭，红石导弹的改进型。该火箭最终在1958年1月31日成功地将西方第一颗人造卫星探险者一号成功送上太空。其中“朱庇特”C型火箭，是美国第一颗人造卫星发射成功的关键保障。
尽管取得了巨大成功，但1945年至1957年的12年间，成为冯·布劳恩和他的手下备感沮丧的一段岁月。因为他们的对手，由谢尔盖·帕夫洛维奇·科罗廖夫（当时由于苏联保密，并未被世人所知）率领的苏联团队始终走在他们的前面。同时美国政府方面对布劳恩的观点并不太感兴趣，火箭研制也仅仅是亦步亦趋。
在此期間，因爲布勞恩過去曾經加入過納粹黨和黨衛軍，協助納粹德國研發的V2導彈空襲倫敦、並參與奴工工廠生產導彈的等相關經歷，美國媒体曾经一度對他大加撻伐，但這都并沒有影響他最終成爲美國航天事業的領軍人物。

## 領導美國航天事業
根據艾森豪威爾總統於1958年簽署的《美國國家航空暨太空法案》，1958年7月29日成立了美國太空總署。1960年7月1日，馬歇爾太空飛行中心落成。布勞恩隨即被任命爲該中心的負責人。紅石兵工廠有關將太空項目也移交給了美國太空總署。
美国海军曾着手建造火箭以将卫星送入轨道，但结果前鋒運載火箭的发射系统却并不可靠。1957年，当史普尼克一號成功发射之后，美国在太空竞赛中落后于苏联的观点开始在国内蔓延开来。美国官方遂决定启用冯·布朗和他的德国团队挽回颓势。
在五角大楼与赫伯特·約克进行的面对面会谈中，冯·布劳恩明确阐明他进入NASA的条件：農神運載火箭计划必须得以继续。
爲了使大噸位物體能進入太空，馬歇爾太空飛行中心的主要任務是研發土星五號運載火箭，并於1965年6月8日首次進行試射，它後來被阿波羅登月計劃所采用。馮·布勞恩最初主張采用地球軌道交會技術，但到了1962年，他转而采用了更具风险性的月球轨道交会技术。1969年7月16日，当由马歇尔中心研发的土星5号运载火箭携带阿波罗11号成员开始了历史性的8天任务时，冯·布劳恩将人类送上月球的梦想也终于得以实现。此后，通过计划的逐步深入，土星5号也能够将6批次的宇航员送上月球。布劳恩也因此成为了使美国参与太空竞赛中的关键角色。
1960年代末，布劳恩在亨茨维尔的美国太空火箭中心的发展上扮演着举足轻重的作用，也正是从此，冯·布劳恩引领美国追赶苏联脚步，并规划未来的太空计划。
1970年1月，他從馬歇爾太空飛行中心主任一職卸任，轉爲美国国家航空和航天局主管计划的副局长。任期内布劳恩完成了太空梭的初步设计。布劳恩于1972年5月26日从NASA退休。虽然在NASA期间布劳恩获得了巨大成就，人类也完成了登月计划等宏大项目，但布劳恩在月球建立基地，发展进一步向外太空探索的宏伟构想时至今日仍未實現。

### 普及宇航理念
在这一时期，布劳恩重复他之前在德国所建立的火箭事业，直接参与军事火箭的研发，而火箭成为未来空间探索主力的设想也没有远离他。但是，寻求官方支持却化为泡影。于是他转而向公众宣传他的理念。1950年5月14日亨茨維爾時報的报道《冯·布劳恩博士称火箭能够飞抵月球》标志着布劳恩努力的开始。
1952年，布劳恩在《科利爾周刊》（Collier's）的系列报道《人类即将征服太空》的系列报道中首次发表了他对载人空间站的概念，仍然夢想著一個火箭被用於和平探索的世界。 空间站由太空艺术家切斯利·博尼斯泰爾为此描绘插图，使其广为流传。該空間站直徑為 75 米，被放置在 1700 公里高度的軌道上，並且應該旋轉以產生人造重力。 在他的預測中，這應該是探月的理想起點。
布勞恩還作為技術總監參與了由華特·迪士尼 (Walt Disney) 領導的三部關於迪斯尼太空探索的電視電影的製作。 布勞恩繼續與迪士尼合作多年，希望在未來的太空計劃中吸引更多公眾的興趣。

### 空间武器构想
布劳恩在冷战中最为“寒冷”的一段时期发表了他的关于空间站的构想。此时美国正采取措施应对苏联来自各方面的挑战。实际上空间站军事化在该时期依然可行，他的所构想的空间站一旦装备导弹，将会使美国在轨道武器以及轨道对地武器上获得领先。尽管布劳恩斟字酌句，如将军事设施（military applications）改为“异乎寻常的恐怖（particularly dreadful）”的常规写法，然而他在其他的书中和文章中却精心描绘了此构想。在今天，这些鲜有和平色彩的构想已经由华盛顿国家航空航天博物馆的Michael J. Neufeld重新向公众展示了出来。

## 退休之後
從太空總署退休之後，布勞恩布在1972年7月1日位於马里兰州日耳曼敦鎮的一家公司（費柴爾德）任副總裁，從事太空研究工作。
1973年在一次例行健康检查中，发现了肾脏肿瘤，并且不能通过手术控制。而布劳恩却并未停下脚步，持续着学院工作。培养年轻人对航空火箭事业产生兴趣，尤其是学生和新一代的工程师。
1976年，他成为 OTRAG 公司首席执行官 Lutz Kayser 的科学顾问，同时也成为戴姆勒-奔驰公司领导团成员之一。但布劳恩健康状况的恶化使其不得不彻底退休。当1975年美国国家科学奖章在1977年初授予他时，他也无法出席在白宫的庆祝仪式。
1977年6月16日，布劳恩因胰腺癌在弗吉尼亚州亚历山德里亚逝世。葬于当地的藤山公墓（Ivy Hill）。

## 著作
- . July 6, 1939.
  - The proposed vertical take-off interceptor[17] for climbing to 35,000 ft in 60 seconds was rejected by the Luftwaffe in the autumn of 1941[18]:258 for the Me 163 Komet[19] and never produced.  (The differing Bachem Ba 349 was produced during the 1944 Emergency Fighter Program.)
- . 1945-05.[20]
- . September 15, 1954. It would be a blow to U.S. prestige if we did not [launch a satellite] first.[20]
- The Mars Project, Urbana, University of Illinois Press, (1953).  With Henry J. White, translator.
- Arthur C. Clarke (编). . New York: Meredith Press. 1967.
- First Men to the Moon, Holt, Rinehart and Winston, New York (1958).  Portions of work first appeared in '《这一周》杂志.
- . 1970-03.[20]
- History of Rocketry & Space Travel, New York, Crowell (1975). With Frederick I. Ordway III.
  - 2nd Edition:, Estate of Wernher von Braun; Ordway III, Frederick I & Dooling, David Jr. . New York: Harper & Row. 1985 [1975]. ISBN 0-06-181898-4.
- The Rocket's Red Glare, Garden City, N.Y.: Anchor Press, (1976). With Frederick I. Ordway III.
- Project Mars: A Technical Tale, Apogee Books, Toronto (2006). A previously unpublished science fiction story by Dr. von Braun. Accompanied by paintings from Chesley Bonestell and von Braun's own technical papers on the proposed project.
- The Voice of Dr. Wernher von Braun, Apogee Books, Toronto (2007). A collection of speeches delivered by von Braun over the course of his career.

## 荣誉

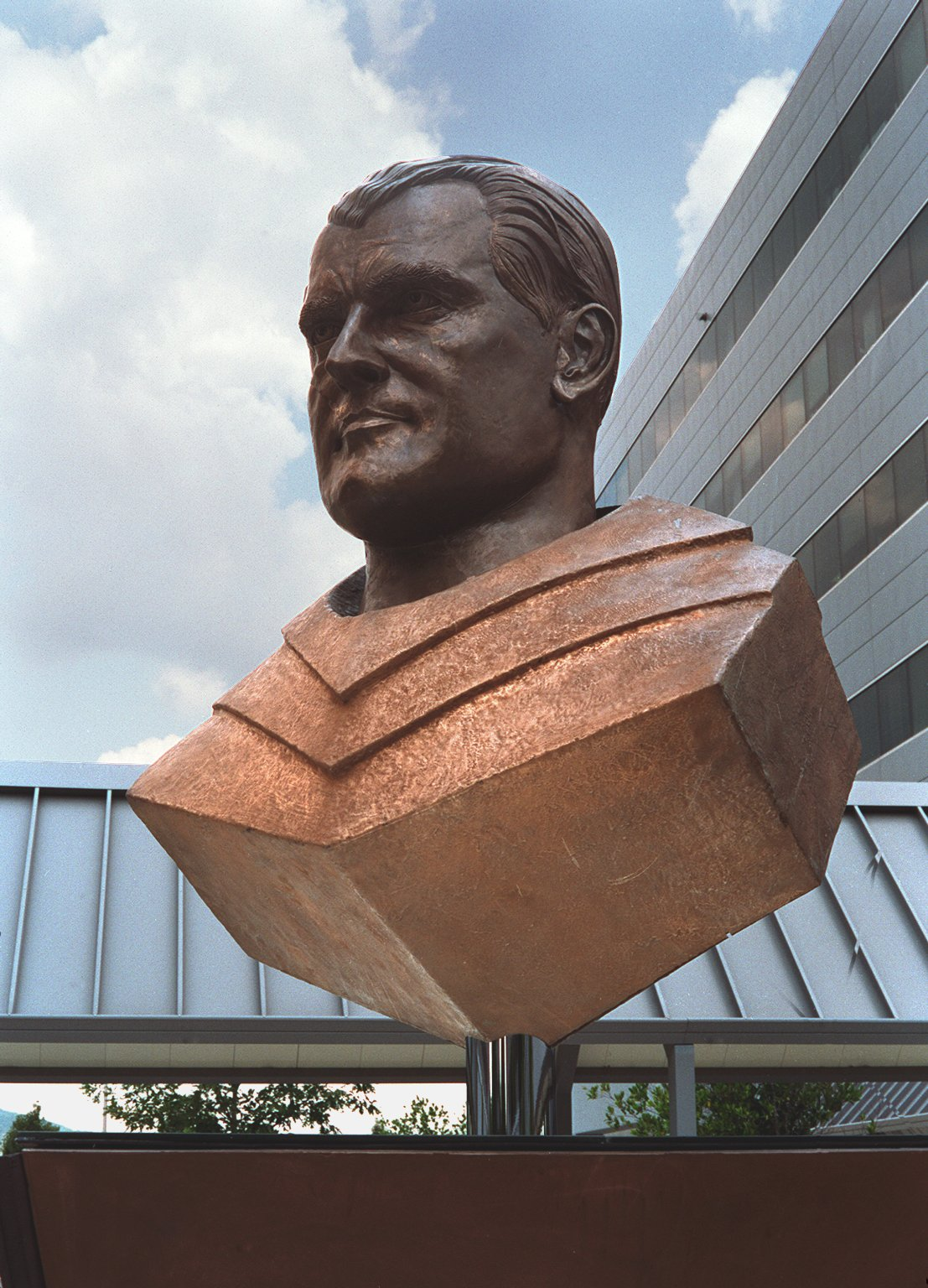
坐落於馬歇爾太空飛行中心的布勞恩雕像

- 1944年10月28日获德国带剑骑士战功十字勋章
- 1949年入选英國星際協會（英语：British Interplanetary Society）（BIS）荣誉成员[21]
- 1959年获德意志联邦共和国功绩勋章
- 1967年获史密森尼学会航天先驱奖章
- 1969年获NASA杰出服务奖章
- 1975年获Werner von Siemens Ring
- 1975年获美国国家科学奖章
- 1970年获世界公民奖（英语：Civitan International）[22]

## 影响及评价
- 阿波罗计划的总指挥 Sam Phillips 认为，若无布劳恩，美国的登月计划决不可能在如此之短的时间里取得巨大成就。

- 國際天文聯會将月球上的一座环形山以其命名，为冯·布劳恩环形山。

- 在美国时期，布劳恩由于未受战犯审判，长期受到公众指责，其纳粹身份也备受争议。美国官方则有意隐瞒了部分纳粹档案，并使其成为美国公民。

- 电子游戏坎巴拉太空计划中登场的坎巴拉人科学家沃纳·冯·克尔曼（Werhner von Kerman）的原型即为布劳恩，他在游戏中是一位领导太空计划的“著名火箭科学家”。

- 2005年英國廣播公司第二台播出了四集歷史文獻系列片《太空競賽》，片中描述了馮·布勞恩和他的團隊在二戰結束前夕與美軍接觸，戰後為美國贏得與蘇聯的太空競賽而投身於美國航天事業的歷程。影片中的馮·布勞恩由理查德·迪蘭（英语：Richard Dillane）飾演。

## 深入阅读
- Neufeld, Michael J. (2007). Von Braun: Dreamer of Space, Engineer of War. Knopf. ISBN 978-0-307-26292-9.